# بط

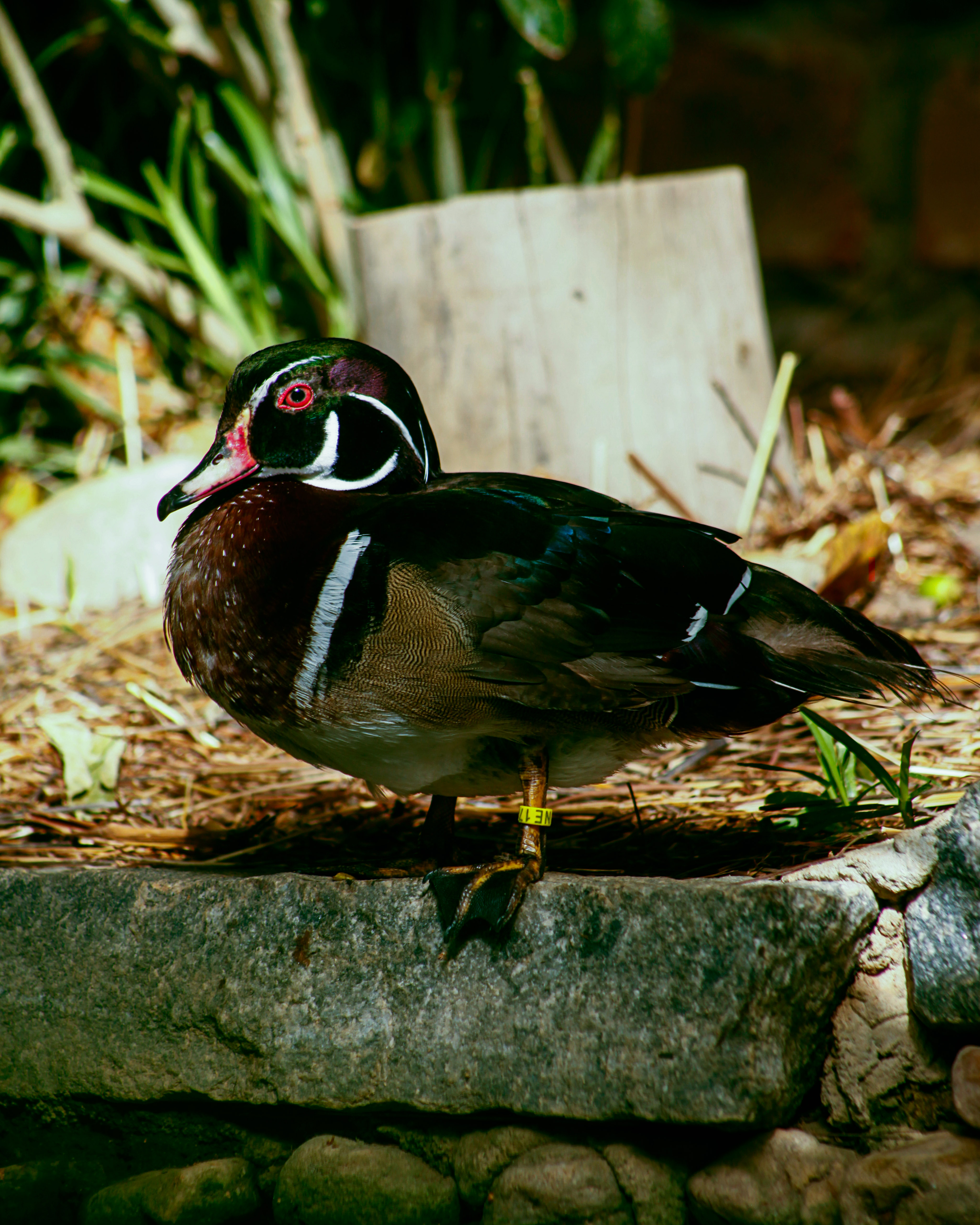
بط

فصيلة البط أو البطّيات (الاسم العلمي: Anatidae) هي فصيلة من الطيور تتبع رتبة الإوزيات من صف الطيور الحديثة.. (يدعى ذكر البط علجوم، وهذا الأسم يطلق على ذكر الضفدع والأتان كثيرة اللحم أيضاً) بط الأنهر والمياه العذبة مثل الخضير والبط الأسود، والبط البحري مثل البط آكل السمك، والبط الداجن مثل بط بكين ذو اللون الأبيض والجسم الطويل ويزن حوالي 4 كغم تبيض حوالي 150 بيضة سنويا حيث يربى لغرض لحمه المشهور بالصين والاستفادة من ريشه.

## أنواع البط
كذلك من أنواع البط الأخرى البط الدمياطي الصغير الحجم نسبيا حيث تزن البطة منه حوالي 2 كغم حيث يربى لغرض لحمه وبيضه حيث ينتج حوالي 100 بيضة سنويا.
وهناك بط روان ذو اللون الرمادي والرأس الأخضر وتحيط رقبته خطوط بنية وبيضاء وهو يمت بقرابة للبط الدمياطي البري. وهناك بط سوداني وبط موسكوفي متواجد في أمريكا الجنوبية وأفريقيا ويربى لغرض لحمه حيث يزن 3 – 4 كغم. بط الماندرين المشهور بجمالية ريشه الذي أغلبه ملوّن.

## البط المستأنسة
تنحدر جميع سلالات البط المستأنسة ما عدا البط المسكوفي من النوع البري والذي يطلق عليه ملارد Mallard واسمه العلمي Anas boschas. تم استئناس الطيور قبل أكثر من 2000 سنة ق.م. وكذلك البط والدجاج الرومي (الحبش) في الصين قبل الميلاد بحوالي 2500 سنة، ولم تستأنس الدواجن في الغرب إلا منذ حوالي 800 سنة.
أجريت في الصين تجارب لاستئناس ولتزاوج بين جنسين من البط من عائلة Anatidae، وهما البط المسكوفى moschata من جنس cairina مع البط العادي. platyrhynchos من جنس Anas ونتج عنه بط عقيم وهي تُربّى لإنتاج اللحم والكبد ذو المردود الاقتصادي العالي. في القرى الفقيرة في الصين يتم جمع البيض وطلائه بالطين الكلسي بهدف الحفاظ عليه ويسمونه بيض الألف سنة.

## استهلاك
تبلغ أعداد الطيور التي يأكلها الإنسان في العالم حوالي 38 مليار طائر يمثل البط 4 % منها. تضاعف إنتاج لحوم البط في العالم من 1,71 إلى 3,21 مليون طن بين عام 1993 وعام 2002 وفي الوقت الحاضر تستخدم سلالات متخصصة لإنتاج اللحم، كما أنه توجد سلالات متخصصة لإنتاج البيض والذي يستهلك بكميات محدودة في مختلف مناطق المعمورة، كذلك تستخدم بعض السلالات كطيور زينة لشكلها ولون ريشها الجذّاب. وفي الوقت الحاضر أصبحت تربية البط الحديثة تربية مكثفة في مزارع متخصصة تعتمد على أسس اقتصادية وأصبحت التربية البدائية التي يربي بها الفلاح أعدادا محدودة من البط أكثر تكلفة وأقل إنتاجا، كما أن تسويق البط حيا أو مذبوحا بكميات اقتصادية تعتمد على متطلبات السوق المحلية للحوم البط وخصوصا في المواسم والأعياد.

### سلالات البط
حسب الهدف من التربية تقسم سلالات البط إلى:
- سلالات اللحم وأهمها وأكثرها انتشارا البكيني، والمسكوفي. إلى جانب ذلك يوجد العديد من الهجن التجارية المستخدمة في إنتاج اللحم والتي يصل متوسط وزنها في 8 أسابيع من - 1:2,8 خلال 7 - حوالي 3 كجم وكفاءة تحويل الغذاء حوالي 2,5 العمر.
- سلالات البيض وأهمه وأكثرها انتشارا العداء الهندي، وخاكي كامبل، والبكيني.
- سلالات الزينة وأهمها كول، مالارد والبط الهندي الأسود وبعض الأنواع البرية.

## أسر
- إوزاوات

## أجناس
- البرنتية